# Pearl de Vere
Pearl de Vere (octubre de 1859 - 5 de junio de 1897), conocida como la "paloma sucia de Cripple Creek", fue una prostituta y madam de un burdel del Viejo Oeste; lugar y época donde las prostitutas eran eufemísticamente denominadas "palomas sucias" (soiled doves).

## Primeros años
De Vere nació Eliza Martin en octubre de 1859 en Evansville, Indiana. Su padre era John Marshall Marshall, un veterano de la Guerra de Secesión. Él y su esposa Nancy tuvieron cinco hijos, tres varones y dos mujeres. A mediados de los años 1870, de Vere se marchó a Denver, Colorado donde trabajó como elegante cortesana de amantes adinerados adoptando el nombre de 'Señora Martin'. Dijo a su hermana que trabajaba como sombrerera, una ocupación respetable para una mujer soltera.
En 1887 se mudó al condado de El Paso, Colorado, donde se casó con Albert Young, pero la pareja vivía separada. De Vere dio a luz una hija y se cree que fue dada en adopción. Durante este periodo la bella prostituta se tiñó el cabello de pelirrojo, llevaba joyas y ropas finas y utilizaba los nombres de 'Isabelle Martin' y 'Señora E. A. Martin'.

## Vida en Cripple Creek
Cripple Creek surgió de la última fiebre del oro ocurrida en Colorado. Casi de la noche a la mañana, una ciudad creció de una comunidad pequeña. La demanda de prostitutas en una tierra donde el número de hombres era muy superior al de mujeres era grande. La "Señora Martin" cambió su nombre a 'Pearl de Vere', y empezó trabajar como prostituta allí en 1893. En unos meses, abrió su propio burdel, con varias chicas a su servicio.
De Vere había comprado una pequeña casa de madera en Myers Avenue, donde instaló su negocio. Por entonces, fue descrita como de 31 años de edad, muy bella, pelirroja y de complexión esbelta. También se dijo que era una buena mujer de negocios, de fuerte voluntad y astuta. Sus pupilas fueron instruidas para practicar una buena higiene, vestirse bien, y someterse a exámenes médicos mensuales. También escogía solo las chicas más hermosas para el empleo. A cambio, eran bien pagadas por sus servicios.
Atendía a los hombres más prósperos de Cripple Creek, y su burdel de lujo pronto se convirtió en el más exitoso de la ciudad. Era bien conocida por lucir lujosa ropa a la última moda en público, y por no ser vista dos veces con el mismo atuendo. Paseaba en un carruaje abierto tirado por caballos negros y ella y sus chicas iban de compras a las tiendas. Ofendidas por tener que encontrarse con ellas, las mujeres honestas se quejaron y las autoridades las restringieron a comprar a ciertas horas, en que las demás mujeres permanecían en casa, bajo pena de una fuerte multa si lo hacían en otro momento. En 1895, conoció y se casó con el empresario C. B. Flynn, rico propietario de un molino minero. Contrajeron matrimonio apenas unos meses antes de que un gran fuego arrasara el distrito comercial de la ciudad, destruyendo la mayoría de los negocios, incluyendo el molino de él y el burdel de ella.
Para recuperarse financieramente, Flynn aceptó un puesto como fundidor de acero en Monterrey, México. Pearl se quedó en Cripple Creek, reconstruyendo su negocio. Con el dinero prestado por Orinda Straile de Nueva York, hizo construir un edificio de ladrillo de dos pisos en 1896, que decoró de manera opulenta con lujosas alfombras, mobiliario de maderas nobles, las mesas de juego recubiertas de cuero y lámparas eléctricas. La casa fue equipada con dos baños con agua corriente. Ello en un tiempo en que la luz eléctrica y el agua corriente eran aun novedades al alcance de pocos; incluso el papel de pared se trajo de París y fue colocado por un empapelador europeo. Cada una de sus chicas tenía su propio dormitorio, utilizado para el servicio con el cliente, completos con un tocador, un cambiador, y una cama grande. También suministró a cada una un baúl grande que se podía asegurar con candado, para sus artículos personales.
Cuando un cliente entraba al establecimiento, si no podía decidirse por una chica en particular, podía entrar a la que se denominaba como la habitación de visionado. En esta habitación, ubicada a través de una puerta pequeña en el segundo piso, los clientes podían mirar abajo a través de una gran ventana al salón donde todas las chicas eran reunidas. Una vez el cliente se decidía por una mujer, era llevada hasta la habitación de visionado, donde se sacaba toda la ropa de modo que el cliente podría tomar una decisión final.
Llamó a su negocio reabierto "The Old Homestead". Organizaba fiestas para atraer clientes amenizadas con orquestas traídas de Denver, y cobraba 250 dólares por noche a los clientes que se quedaran a dormir. Entonces el salario medio de un minero era de dos dólares diarios. El 4 de junio de 1897, celebró una gran fiesta patrocinada por un admirador rico que incluyó el mejor vino y caviar y dos orquestas. El admirador le había traído un vestido parisino importado de gasa rosa y lentejuelas que le había costado 800 dólares. Según los informes, los dos tuvieron una discusión, tras lo cual el caballero se fue de regreso a Denver, y Pearl les dijo a sus chicas que se iba a dormir.

## Muerte
Por la noche después de la fiesta, Pearl fue encontrada inconsciente en una de las camas por una de sus chicas. Se llamó a un médico, pero fue declarada muerta en las primeras horas del 5 de junio de 1897. El doctor declaró que creía que había fallecido de una sobredosis de morfina accidental, pero esto nunca fue confirmado. Se sabía que a menudo tomaba morfina para conciliar el sueño.
La funeraria pudo avisar a su hermana de lo ocurrido. Hizo un largo viaje hasta Cripple Creek desde Chicago, solo para descubrir que Pearl no era la respetada dueña de una sombrerería (esta era la historia que Pearl le había contado a su familia), sino una madame en el burdel más notorio de la ciudad. Su hermana se negó a tener nada que ver con el funeral y la finada y se fue inmediatamente a casa.
A pesar de que el negocio de Pearl era exitoso, en el momento de su muerte, no tenía suficiente dinero para un entierro apropiado. Había gastado todos sus ingresos en muebles y decoraciones lujosos para ella y su burdel. Algunos de los clientes de Old Homestead sugirieron vender el caro vestido que llevaba puesto al morir y utilizar la ganancia para pagar su ceremonia. Siendo apreciada por muchos de los lugareños y mineros (había sido algo así como una filántropa para la ciudad), estos empezaron por su cuenta a hacer arreglos para la procesión fúnebre y entierro. Entretanto, llegó una carta por correo del caballero que había dado a Pearl su vestido. La carta pedía que fuera enterrada con el vestido e incluía un cheque de 1000 dólares para pagar su funeral.
Aunque el empleado de la funeraria, queriendo quitar el tinte para mostrar un decente color natural, provocó que su cabello se decolorara en un desafortunado tono rosáceo, fue colocada en un rico ataúd tallado forrado de color lavanda, y tuvo el cortejo fúnebre más lujoso de la historia de Cripple Creek, adornado con rosas frescas rojas y blancas. Todas las bandas de la ciudad tocaron marchas fúnebres, siguiendo a la policía montada tras el coche fúnebre de camino al cementerio, mientras prácticamente todos en el pueblo se acercaron a mirar su paso, fuera por respeto o simple curiosidad. Después de su entierro, continuaron tocando de regreso a la ciudad. Sin embargo, aligeraron el tono y lo acabaron convirtiendo en una celebración con melodías alegres, como "There'll be a Hot Time in the Old Town Tonight".
Al menos un periódico informó que se había suicidado, rumor que no se pudo confirmar. Fue enterrada en una gran ceremonia en el cementerio Mt. Pisgah, donde su tumba fue señalada con un marcador de madera. En la década de 1930, su tumba había sido casi olvidada. Sin embargo, a medida que el turismo entusiasta del mitificado Salvaje Oeste empezó a aumentar en Cripple Creek, su marcador fue reemplazado por uno de mármol tallado en forma de corazón. La lápida de madera original cuelga en la pared del Museo del distrito de Cripple Creek.

## Posteridad
"The Old Homestead" continuó en funcionamiento hasta 1917, principalmente como burdel, luego como pensión, y más tarde como residencia particular. En 1957, los dueños descubrieron muchos elementos originales, que deseaban compartir con el público turístico. En junio de 1958, la residencia fue abierta como museo.